# Фреберга тема
Те́ма Фреберга — тема в шаховій композиції. Суть теми — антидуальние розділення матів, яке побудоване на необхідності зв'язування на матуючому ході чорної фігури, яка була включена чорними на попередньому ході.

## Історія
Цю ідею запропонував у 1938 році шведський шаховий композитор Хільдінг Фреберг (04.08.1918 — 1999).
Чорні, захищаючись від загрози, перекривають свою фігуру. В білих є, на перший погляд, рівноцінні матуючі ходи, але після аналізу позиції стає зрозуміло, що білі змушені при цьому зв'язати одну із чорних фігур, яка була включена попереднім ходом чорних.
Ідея дістала назву — тема Фреберга.
|   | a | b | c | d | e | f | g | h |   |
| 8 | b8 білий слон · d8 чорний ферзь · f8 біла тура · g8 білий ферзь · c7 чорна тура · e7 чорний пішак · c6 чорний кінь · g6 чорний пішак · a5 чорний слон · e5 чорний король · g5 білий пішак · a4 чорна тура · d4 чорний пішак · e4 білий кінь · f4 чорний пішак · d3 чорний кінь · e3 білий кінь · e2 чорний слон · g2 білий слон · e1 біла тура · g1 білий король | b8 білий слон · d8 чорний ферзь · f8 біла тура · g8 білий ферзь · c7 чорна тура · e7 чорний пішак · c6 чорний кінь · g6 чорний пішак · a5 чорний слон · e5 чорний король · g5 білий пішак · a4 чорна тура · d4 чорний пішак · e4 білий кінь · f4 чорний пішак · d3 чорний кінь · e3 білий кінь · e2 чорний слон · g2 білий слон · e1 біла тура · g1 білий король | b8 білий слон · d8 чорний ферзь · f8 біла тура · g8 білий ферзь · c7 чорна тура · e7 чорний пішак · c6 чорний кінь · g6 чорний пішак · a5 чорний слон · e5 чорний король · g5 білий пішак · a4 чорна тура · d4 чорний пішак · e4 білий кінь · f4 чорний пішак · d3 чорний кінь · e3 білий кінь · e2 чорний слон · g2 білий слон · e1 біла тура · g1 білий король | b8 білий слон · d8 чорний ферзь · f8 біла тура · g8 білий ферзь · c7 чорна тура · e7 чорний пішак · c6 чорний кінь · g6 чорний пішак · a5 чорний слон · e5 чорний король · g5 білий пішак · a4 чорна тура · d4 чорний пішак · e4 білий кінь · f4 чорний пішак · d3 чорний кінь · e3 білий кінь · e2 чорний слон · g2 білий слон · e1 біла тура · g1 білий король | b8 білий слон · d8 чорний ферзь · f8 біла тура · g8 білий ферзь · c7 чорна тура · e7 чорний пішак · c6 чорний кінь · g6 чорний пішак · a5 чорний слон · e5 чорний король · g5 білий пішак · a4 чорна тура · d4 чорний пішак · e4 білий кінь · f4 чорний пішак · d3 чорний кінь · e3 білий кінь · e2 чорний слон · g2 білий слон · e1 біла тура · g1 білий король | b8 білий слон · d8 чорний ферзь · f8 біла тура · g8 білий ферзь · c7 чорна тура · e7 чорний пішак · c6 чорний кінь · g6 чорний пішак · a5 чорний слон · e5 чорний король · g5 білий пішак · a4 чорна тура · d4 чорний пішак · e4 білий кінь · f4 чорний пішак · d3 чорний кінь · e3 білий кінь · e2 чорний слон · g2 білий слон · e1 біла тура · g1 білий король | b8 білий слон · d8 чорний ферзь · f8 біла тура · g8 білий ферзь · c7 чорна тура · e7 чорний пішак · c6 чорний кінь · g6 чорний пішак · a5 чорний слон · e5 чорний король · g5 білий пішак · a4 чорна тура · d4 чорний пішак · e4 білий кінь · f4 чорний пішак · d3 чорний кінь · e3 білий кінь · e2 чорний слон · g2 білий слон · e1 біла тура · g1 білий король | b8 білий слон · d8 чорний ферзь · f8 біла тура · g8 білий ферзь · c7 чорна тура · e7 чорний пішак · c6 чорний кінь · g6 чорний пішак · a5 чорний слон · e5 чорний король · g5 білий пішак · a4 чорна тура · d4 чорний пішак · e4 білий кінь · f4 чорний пішак · d3 чорний кінь · e3 білий кінь · e2 чорний слон · g2 білий слон · e1 біла тура · g1 білий король | 8 |
| 7 | b8 білий слон · d8 чорний ферзь · f8 біла тура · g8 білий ферзь · c7 чорна тура · e7 чорний пішак · c6 чорний кінь · g6 чорний пішак · a5 чорний слон · e5 чорний король · g5 білий пішак · a4 чорна тура · d4 чорний пішак · e4 білий кінь · f4 чорний пішак · d3 чорний кінь · e3 білий кінь · e2 чорний слон · g2 білий слон · e1 біла тура · g1 білий король | b8 білий слон · d8 чорний ферзь · f8 біла тура · g8 білий ферзь · c7 чорна тура · e7 чорний пішак · c6 чорний кінь · g6 чорний пішак · a5 чорний слон · e5 чорний король · g5 білий пішак · a4 чорна тура · d4 чорний пішак · e4 білий кінь · f4 чорний пішак · d3 чорний кінь · e3 білий кінь · e2 чорний слон · g2 білий слон · e1 біла тура · g1 білий король | b8 білий слон · d8 чорний ферзь · f8 біла тура · g8 білий ферзь · c7 чорна тура · e7 чорний пішак · c6 чорний кінь · g6 чорний пішак · a5 чорний слон · e5 чорний король · g5 білий пішак · a4 чорна тура · d4 чорний пішак · e4 білий кінь · f4 чорний пішак · d3 чорний кінь · e3 білий кінь · e2 чорний слон · g2 білий слон · e1 біла тура · g1 білий король | b8 білий слон · d8 чорний ферзь · f8 біла тура · g8 білий ферзь · c7 чорна тура · e7 чорний пішак · c6 чорний кінь · g6 чорний пішак · a5 чорний слон · e5 чорний король · g5 білий пішак · a4 чорна тура · d4 чорний пішак · e4 білий кінь · f4 чорний пішак · d3 чорний кінь · e3 білий кінь · e2 чорний слон · g2 білий слон · e1 біла тура · g1 білий король | b8 білий слон · d8 чорний ферзь · f8 біла тура · g8 білий ферзь · c7 чорна тура · e7 чорний пішак · c6 чорний кінь · g6 чорний пішак · a5 чорний слон · e5 чорний король · g5 білий пішак · a4 чорна тура · d4 чорний пішак · e4 білий кінь · f4 чорний пішак · d3 чорний кінь · e3 білий кінь · e2 чорний слон · g2 білий слон · e1 біла тура · g1 білий король | b8 білий слон · d8 чорний ферзь · f8 біла тура · g8 білий ферзь · c7 чорна тура · e7 чорний пішак · c6 чорний кінь · g6 чорний пішак · a5 чорний слон · e5 чорний король · g5 білий пішак · a4 чорна тура · d4 чорний пішак · e4 білий кінь · f4 чорний пішак · d3 чорний кінь · e3 білий кінь · e2 чорний слон · g2 білий слон · e1 біла тура · g1 білий король | b8 білий слон · d8 чорний ферзь · f8 біла тура · g8 білий ферзь · c7 чорна тура · e7 чорний пішак · c6 чорний кінь · g6 чорний пішак · a5 чорний слон · e5 чорний король · g5 білий пішак · a4 чорна тура · d4 чорний пішак · e4 білий кінь · f4 чорний пішак · d3 чорний кінь · e3 білий кінь · e2 чорний слон · g2 білий слон · e1 біла тура · g1 білий король | b8 білий слон · d8 чорний ферзь · f8 біла тура · g8 білий ферзь · c7 чорна тура · e7 чорний пішак · c6 чорний кінь · g6 чорний пішак · a5 чорний слон · e5 чорний король · g5 білий пішак · a4 чорна тура · d4 чорний пішак · e4 білий кінь · f4 чорний пішак · d3 чорний кінь · e3 білий кінь · e2 чорний слон · g2 білий слон · e1 біла тура · g1 білий король | 7 |
| 6 | b8 білий слон · d8 чорний ферзь · f8 біла тура · g8 білий ферзь · c7 чорна тура · e7 чорний пішак · c6 чорний кінь · g6 чорний пішак · a5 чорний слон · e5 чорний король · g5 білий пішак · a4 чорна тура · d4 чорний пішак · e4 білий кінь · f4 чорний пішак · d3 чорний кінь · e3 білий кінь · e2 чорний слон · g2 білий слон · e1 біла тура · g1 білий король | b8 білий слон · d8 чорний ферзь · f8 біла тура · g8 білий ферзь · c7 чорна тура · e7 чорний пішак · c6 чорний кінь · g6 чорний пішак · a5 чорний слон · e5 чорний король · g5 білий пішак · a4 чорна тура · d4 чорний пішак · e4 білий кінь · f4 чорний пішак · d3 чорний кінь · e3 білий кінь · e2 чорний слон · g2 білий слон · e1 біла тура · g1 білий король | b8 білий слон · d8 чорний ферзь · f8 біла тура · g8 білий ферзь · c7 чорна тура · e7 чорний пішак · c6 чорний кінь · g6 чорний пішак · a5 чорний слон · e5 чорний король · g5 білий пішак · a4 чорна тура · d4 чорний пішак · e4 білий кінь · f4 чорний пішак · d3 чорний кінь · e3 білий кінь · e2 чорний слон · g2 білий слон · e1 біла тура · g1 білий король | b8 білий слон · d8 чорний ферзь · f8 біла тура · g8 білий ферзь · c7 чорна тура · e7 чорний пішак · c6 чорний кінь · g6 чорний пішак · a5 чорний слон · e5 чорний король · g5 білий пішак · a4 чорна тура · d4 чорний пішак · e4 білий кінь · f4 чорний пішак · d3 чорний кінь · e3 білий кінь · e2 чорний слон · g2 білий слон · e1 біла тура · g1 білий король | b8 білий слон · d8 чорний ферзь · f8 біла тура · g8 білий ферзь · c7 чорна тура · e7 чорний пішак · c6 чорний кінь · g6 чорний пішак · a5 чорний слон · e5 чорний король · g5 білий пішак · a4 чорна тура · d4 чорний пішак · e4 білий кінь · f4 чорний пішак · d3 чорний кінь · e3 білий кінь · e2 чорний слон · g2 білий слон · e1 біла тура · g1 білий король | b8 білий слон · d8 чорний ферзь · f8 біла тура · g8 білий ферзь · c7 чорна тура · e7 чорний пішак · c6 чорний кінь · g6 чорний пішак · a5 чорний слон · e5 чорний король · g5 білий пішак · a4 чорна тура · d4 чорний пішак · e4 білий кінь · f4 чорний пішак · d3 чорний кінь · e3 білий кінь · e2 чорний слон · g2 білий слон · e1 біла тура · g1 білий король | b8 білий слон · d8 чорний ферзь · f8 біла тура · g8 білий ферзь · c7 чорна тура · e7 чорний пішак · c6 чорний кінь · g6 чорний пішак · a5 чорний слон · e5 чорний король · g5 білий пішак · a4 чорна тура · d4 чорний пішак · e4 білий кінь · f4 чорний пішак · d3 чорний кінь · e3 білий кінь · e2 чорний слон · g2 білий слон · e1 біла тура · g1 білий король | b8 білий слон · d8 чорний ферзь · f8 біла тура · g8 білий ферзь · c7 чорна тура · e7 чорний пішак · c6 чорний кінь · g6 чорний пішак · a5 чорний слон · e5 чорний король · g5 білий пішак · a4 чорна тура · d4 чорний пішак · e4 білий кінь · f4 чорний пішак · d3 чорний кінь · e3 білий кінь · e2 чорний слон · g2 білий слон · e1 біла тура · g1 білий король | 6 |
| 5 | b8 білий слон · d8 чорний ферзь · f8 біла тура · g8 білий ферзь · c7 чорна тура · e7 чорний пішак · c6 чорний кінь · g6 чорний пішак · a5 чорний слон · e5 чорний король · g5 білий пішак · a4 чорна тура · d4 чорний пішак · e4 білий кінь · f4 чорний пішак · d3 чорний кінь · e3 білий кінь · e2 чорний слон · g2 білий слон · e1 біла тура · g1 білий король | b8 білий слон · d8 чорний ферзь · f8 біла тура · g8 білий ферзь · c7 чорна тура · e7 чорний пішак · c6 чорний кінь · g6 чорний пішак · a5 чорний слон · e5 чорний король · g5 білий пішак · a4 чорна тура · d4 чорний пішак · e4 білий кінь · f4 чорний пішак · d3 чорний кінь · e3 білий кінь · e2 чорний слон · g2 білий слон · e1 біла тура · g1 білий король | b8 білий слон · d8 чорний ферзь · f8 біла тура · g8 білий ферзь · c7 чорна тура · e7 чорний пішак · c6 чорний кінь · g6 чорний пішак · a5 чорний слон · e5 чорний король · g5 білий пішак · a4 чорна тура · d4 чорний пішак · e4 білий кінь · f4 чорний пішак · d3 чорний кінь · e3 білий кінь · e2 чорний слон · g2 білий слон · e1 біла тура · g1 білий король | b8 білий слон · d8 чорний ферзь · f8 біла тура · g8 білий ферзь · c7 чорна тура · e7 чорний пішак · c6 чорний кінь · g6 чорний пішак · a5 чорний слон · e5 чорний король · g5 білий пішак · a4 чорна тура · d4 чорний пішак · e4 білий кінь · f4 чорний пішак · d3 чорний кінь · e3 білий кінь · e2 чорний слон · g2 білий слон · e1 біла тура · g1 білий король | b8 білий слон · d8 чорний ферзь · f8 біла тура · g8 білий ферзь · c7 чорна тура · e7 чорний пішак · c6 чорний кінь · g6 чорний пішак · a5 чорний слон · e5 чорний король · g5 білий пішак · a4 чорна тура · d4 чорний пішак · e4 білий кінь · f4 чорний пішак · d3 чорний кінь · e3 білий кінь · e2 чорний слон · g2 білий слон · e1 біла тура · g1 білий король | b8 білий слон · d8 чорний ферзь · f8 біла тура · g8 білий ферзь · c7 чорна тура · e7 чорний пішак · c6 чорний кінь · g6 чорний пішак · a5 чорний слон · e5 чорний король · g5 білий пішак · a4 чорна тура · d4 чорний пішак · e4 білий кінь · f4 чорний пішак · d3 чорний кінь · e3 білий кінь · e2 чорний слон · g2 білий слон · e1 біла тура · g1 білий король | b8 білий слон · d8 чорний ферзь · f8 біла тура · g8 білий ферзь · c7 чорна тура · e7 чорний пішак · c6 чорний кінь · g6 чорний пішак · a5 чорний слон · e5 чорний король · g5 білий пішак · a4 чорна тура · d4 чорний пішак · e4 білий кінь · f4 чорний пішак · d3 чорний кінь · e3 білий кінь · e2 чорний слон · g2 білий слон · e1 біла тура · g1 білий король | b8 білий слон · d8 чорний ферзь · f8 біла тура · g8 білий ферзь · c7 чорна тура · e7 чорний пішак · c6 чорний кінь · g6 чорний пішак · a5 чорний слон · e5 чорний король · g5 білий пішак · a4 чорна тура · d4 чорний пішак · e4 білий кінь · f4 чорний пішак · d3 чорний кінь · e3 білий кінь · e2 чорний слон · g2 білий слон · e1 біла тура · g1 білий король | 5 |
| 4 | b8 білий слон · d8 чорний ферзь · f8 біла тура · g8 білий ферзь · c7 чорна тура · e7 чорний пішак · c6 чорний кінь · g6 чорний пішак · a5 чорний слон · e5 чорний король · g5 білий пішак · a4 чорна тура · d4 чорний пішак · e4 білий кінь · f4 чорний пішак · d3 чорний кінь · e3 білий кінь · e2 чорний слон · g2 білий слон · e1 біла тура · g1 білий король | b8 білий слон · d8 чорний ферзь · f8 біла тура · g8 білий ферзь · c7 чорна тура · e7 чорний пішак · c6 чорний кінь · g6 чорний пішак · a5 чорний слон · e5 чорний король · g5 білий пішак · a4 чорна тура · d4 чорний пішак · e4 білий кінь · f4 чорний пішак · d3 чорний кінь · e3 білий кінь · e2 чорний слон · g2 білий слон · e1 біла тура · g1 білий король | b8 білий слон · d8 чорний ферзь · f8 біла тура · g8 білий ферзь · c7 чорна тура · e7 чорний пішак · c6 чорний кінь · g6 чорний пішак · a5 чорний слон · e5 чорний король · g5 білий пішак · a4 чорна тура · d4 чорний пішак · e4 білий кінь · f4 чорний пішак · d3 чорний кінь · e3 білий кінь · e2 чорний слон · g2 білий слон · e1 біла тура · g1 білий король | b8 білий слон · d8 чорний ферзь · f8 біла тура · g8 білий ферзь · c7 чорна тура · e7 чорний пішак · c6 чорний кінь · g6 чорний пішак · a5 чорний слон · e5 чорний король · g5 білий пішак · a4 чорна тура · d4 чорний пішак · e4 білий кінь · f4 чорний пішак · d3 чорний кінь · e3 білий кінь · e2 чорний слон · g2 білий слон · e1 біла тура · g1 білий король | b8 білий слон · d8 чорний ферзь · f8 біла тура · g8 білий ферзь · c7 чорна тура · e7 чорний пішак · c6 чорний кінь · g6 чорний пішак · a5 чорний слон · e5 чорний король · g5 білий пішак · a4 чорна тура · d4 чорний пішак · e4 білий кінь · f4 чорний пішак · d3 чорний кінь · e3 білий кінь · e2 чорний слон · g2 білий слон · e1 біла тура · g1 білий король | b8 білий слон · d8 чорний ферзь · f8 біла тура · g8 білий ферзь · c7 чорна тура · e7 чорний пішак · c6 чорний кінь · g6 чорний пішак · a5 чорний слон · e5 чорний король · g5 білий пішак · a4 чорна тура · d4 чорний пішак · e4 білий кінь · f4 чорний пішак · d3 чорний кінь · e3 білий кінь · e2 чорний слон · g2 білий слон · e1 біла тура · g1 білий король | b8 білий слон · d8 чорний ферзь · f8 біла тура · g8 білий ферзь · c7 чорна тура · e7 чорний пішак · c6 чорний кінь · g6 чорний пішак · a5 чорний слон · e5 чорний король · g5 білий пішак · a4 чорна тура · d4 чорний пішак · e4 білий кінь · f4 чорний пішак · d3 чорний кінь · e3 білий кінь · e2 чорний слон · g2 білий слон · e1 біла тура · g1 білий король | b8 білий слон · d8 чорний ферзь · f8 біла тура · g8 білий ферзь · c7 чорна тура · e7 чорний пішак · c6 чорний кінь · g6 чорний пішак · a5 чорний слон · e5 чорний король · g5 білий пішак · a4 чорна тура · d4 чорний пішак · e4 білий кінь · f4 чорний пішак · d3 чорний кінь · e3 білий кінь · e2 чорний слон · g2 білий слон · e1 біла тура · g1 білий король | 4 |
| 3 | b8 білий слон · d8 чорний ферзь · f8 біла тура · g8 білий ферзь · c7 чорна тура · e7 чорний пішак · c6 чорний кінь · g6 чорний пішак · a5 чорний слон · e5 чорний король · g5 білий пішак · a4 чорна тура · d4 чорний пішак · e4 білий кінь · f4 чорний пішак · d3 чорний кінь · e3 білий кінь · e2 чорний слон · g2 білий слон · e1 біла тура · g1 білий король | b8 білий слон · d8 чорний ферзь · f8 біла тура · g8 білий ферзь · c7 чорна тура · e7 чорний пішак · c6 чорний кінь · g6 чорний пішак · a5 чорний слон · e5 чорний король · g5 білий пішак · a4 чорна тура · d4 чорний пішак · e4 білий кінь · f4 чорний пішак · d3 чорний кінь · e3 білий кінь · e2 чорний слон · g2 білий слон · e1 біла тура · g1 білий король | b8 білий слон · d8 чорний ферзь · f8 біла тура · g8 білий ферзь · c7 чорна тура · e7 чорний пішак · c6 чорний кінь · g6 чорний пішак · a5 чорний слон · e5 чорний король · g5 білий пішак · a4 чорна тура · d4 чорний пішак · e4 білий кінь · f4 чорний пішак · d3 чорний кінь · e3 білий кінь · e2 чорний слон · g2 білий слон · e1 біла тура · g1 білий король | b8 білий слон · d8 чорний ферзь · f8 біла тура · g8 білий ферзь · c7 чорна тура · e7 чорний пішак · c6 чорний кінь · g6 чорний пішак · a5 чорний слон · e5 чорний король · g5 білий пішак · a4 чорна тура · d4 чорний пішак · e4 білий кінь · f4 чорний пішак · d3 чорний кінь · e3 білий кінь · e2 чорний слон · g2 білий слон · e1 біла тура · g1 білий король | b8 білий слон · d8 чорний ферзь · f8 біла тура · g8 білий ферзь · c7 чорна тура · e7 чорний пішак · c6 чорний кінь · g6 чорний пішак · a5 чорний слон · e5 чорний король · g5 білий пішак · a4 чорна тура · d4 чорний пішак · e4 білий кінь · f4 чорний пішак · d3 чорний кінь · e3 білий кінь · e2 чорний слон · g2 білий слон · e1 біла тура · g1 білий король | b8 білий слон · d8 чорний ферзь · f8 біла тура · g8 білий ферзь · c7 чорна тура · e7 чорний пішак · c6 чорний кінь · g6 чорний пішак · a5 чорний слон · e5 чорний король · g5 білий пішак · a4 чорна тура · d4 чорний пішак · e4 білий кінь · f4 чорний пішак · d3 чорний кінь · e3 білий кінь · e2 чорний слон · g2 білий слон · e1 біла тура · g1 білий король | b8 білий слон · d8 чорний ферзь · f8 біла тура · g8 білий ферзь · c7 чорна тура · e7 чорний пішак · c6 чорний кінь · g6 чорний пішак · a5 чорний слон · e5 чорний король · g5 білий пішак · a4 чорна тура · d4 чорний пішак · e4 білий кінь · f4 чорний пішак · d3 чорний кінь · e3 білий кінь · e2 чорний слон · g2 білий слон · e1 біла тура · g1 білий король | b8 білий слон · d8 чорний ферзь · f8 біла тура · g8 білий ферзь · c7 чорна тура · e7 чорний пішак · c6 чорний кінь · g6 чорний пішак · a5 чорний слон · e5 чорний король · g5 білий пішак · a4 чорна тура · d4 чорний пішак · e4 білий кінь · f4 чорний пішак · d3 чорний кінь · e3 білий кінь · e2 чорний слон · g2 білий слон · e1 біла тура · g1 білий король | 3 |
| 2 | b8 білий слон · d8 чорний ферзь · f8 біла тура · g8 білий ферзь · c7 чорна тура · e7 чорний пішак · c6 чорний кінь · g6 чорний пішак · a5 чорний слон · e5 чорний король · g5 білий пішак · a4 чорна тура · d4 чорний пішак · e4 білий кінь · f4 чорний пішак · d3 чорний кінь · e3 білий кінь · e2 чорний слон · g2 білий слон · e1 біла тура · g1 білий король | b8 білий слон · d8 чорний ферзь · f8 біла тура · g8 білий ферзь · c7 чорна тура · e7 чорний пішак · c6 чорний кінь · g6 чорний пішак · a5 чорний слон · e5 чорний король · g5 білий пішак · a4 чорна тура · d4 чорний пішак · e4 білий кінь · f4 чорний пішак · d3 чорний кінь · e3 білий кінь · e2 чорний слон · g2 білий слон · e1 біла тура · g1 білий король | b8 білий слон · d8 чорний ферзь · f8 біла тура · g8 білий ферзь · c7 чорна тура · e7 чорний пішак · c6 чорний кінь · g6 чорний пішак · a5 чорний слон · e5 чорний король · g5 білий пішак · a4 чорна тура · d4 чорний пішак · e4 білий кінь · f4 чорний пішак · d3 чорний кінь · e3 білий кінь · e2 чорний слон · g2 білий слон · e1 біла тура · g1 білий король | b8 білий слон · d8 чорний ферзь · f8 біла тура · g8 білий ферзь · c7 чорна тура · e7 чорний пішак · c6 чорний кінь · g6 чорний пішак · a5 чорний слон · e5 чорний король · g5 білий пішак · a4 чорна тура · d4 чорний пішак · e4 білий кінь · f4 чорний пішак · d3 чорний кінь · e3 білий кінь · e2 чорний слон · g2 білий слон · e1 біла тура · g1 білий король | b8 білий слон · d8 чорний ферзь · f8 біла тура · g8 білий ферзь · c7 чорна тура · e7 чорний пішак · c6 чорний кінь · g6 чорний пішак · a5 чорний слон · e5 чорний король · g5 білий пішак · a4 чорна тура · d4 чорний пішак · e4 білий кінь · f4 чорний пішак · d3 чорний кінь · e3 білий кінь · e2 чорний слон · g2 білий слон · e1 біла тура · g1 білий король | b8 білий слон · d8 чорний ферзь · f8 біла тура · g8 білий ферзь · c7 чорна тура · e7 чорний пішак · c6 чорний кінь · g6 чорний пішак · a5 чорний слон · e5 чорний король · g5 білий пішак · a4 чорна тура · d4 чорний пішак · e4 білий кінь · f4 чорний пішак · d3 чорний кінь · e3 білий кінь · e2 чорний слон · g2 білий слон · e1 біла тура · g1 білий король | b8 білий слон · d8 чорний ферзь · f8 біла тура · g8 білий ферзь · c7 чорна тура · e7 чорний пішак · c6 чорний кінь · g6 чорний пішак · a5 чорний слон · e5 чорний король · g5 білий пішак · a4 чорна тура · d4 чорний пішак · e4 білий кінь · f4 чорний пішак · d3 чорний кінь · e3 білий кінь · e2 чорний слон · g2 білий слон · e1 біла тура · g1 білий король | b8 білий слон · d8 чорний ферзь · f8 біла тура · g8 білий ферзь · c7 чорна тура · e7 чорний пішак · c6 чорний кінь · g6 чорний пішак · a5 чорний слон · e5 чорний король · g5 білий пішак · a4 чорна тура · d4 чорний пішак · e4 білий кінь · f4 чорний пішак · d3 чорний кінь · e3 білий кінь · e2 чорний слон · g2 білий слон · e1 біла тура · g1 білий король | 2 |
| 1 | b8 білий слон · d8 чорний ферзь · f8 біла тура · g8 білий ферзь · c7 чорна тура · e7 чорний пішак · c6 чорний кінь · g6 чорний пішак · a5 чорний слон · e5 чорний король · g5 білий пішак · a4 чорна тура · d4 чорний пішак · e4 білий кінь · f4 чорний пішак · d3 чорний кінь · e3 білий кінь · e2 чорний слон · g2 білий слон · e1 біла тура · g1 білий король | b8 білий слон · d8 чорний ферзь · f8 біла тура · g8 білий ферзь · c7 чорна тура · e7 чорний пішак · c6 чорний кінь · g6 чорний пішак · a5 чорний слон · e5 чорний король · g5 білий пішак · a4 чорна тура · d4 чорний пішак · e4 білий кінь · f4 чорний пішак · d3 чорний кінь · e3 білий кінь · e2 чорний слон · g2 білий слон · e1 біла тура · g1 білий король | b8 білий слон · d8 чорний ферзь · f8 біла тура · g8 білий ферзь · c7 чорна тура · e7 чорний пішак · c6 чорний кінь · g6 чорний пішак · a5 чорний слон · e5 чорний король · g5 білий пішак · a4 чорна тура · d4 чорний пішак · e4 білий кінь · f4 чорний пішак · d3 чорний кінь · e3 білий кінь · e2 чорний слон · g2 білий слон · e1 біла тура · g1 білий король | b8 білий слон · d8 чорний ферзь · f8 біла тура · g8 білий ферзь · c7 чорна тура · e7 чорний пішак · c6 чорний кінь · g6 чорний пішак · a5 чорний слон · e5 чорний король · g5 білий пішак · a4 чорна тура · d4 чорний пішак · e4 білий кінь · f4 чорний пішак · d3 чорний кінь · e3 білий кінь · e2 чорний слон · g2 білий слон · e1 біла тура · g1 білий король | b8 білий слон · d8 чорний ферзь · f8 біла тура · g8 білий ферзь · c7 чорна тура · e7 чорний пішак · c6 чорний кінь · g6 чорний пішак · a5 чорний слон · e5 чорний король · g5 білий пішак · a4 чорна тура · d4 чорний пішак · e4 білий кінь · f4 чорний пішак · d3 чорний кінь · e3 білий кінь · e2 чорний слон · g2 білий слон · e1 біла тура · g1 білий король | b8 білий слон · d8 чорний ферзь · f8 біла тура · g8 білий ферзь · c7 чорна тура · e7 чорний пішак · c6 чорний кінь · g6 чорний пішак · a5 чорний слон · e5 чорний король · g5 білий пішак · a4 чорна тура · d4 чорний пішак · e4 білий кінь · f4 чорний пішак · d3 чорний кінь · e3 білий кінь · e2 чорний слон · g2 білий слон · e1 біла тура · g1 білий король | b8 білий слон · d8 чорний ферзь · f8 біла тура · g8 білий ферзь · c7 чорна тура · e7 чорний пішак · c6 чорний кінь · g6 чорний пішак · a5 чорний слон · e5 чорний король · g5 білий пішак · a4 чорна тура · d4 чорний пішак · e4 білий кінь · f4 чорний пішак · d3 чорний кінь · e3 білий кінь · e2 чорний слон · g2 білий слон · e1 біла тура · g1 білий король | b8 білий слон · d8 чорний ферзь · f8 біла тура · g8 білий ферзь · c7 чорна тура · e7 чорний пішак · c6 чорний кінь · g6 чорний пішак · a5 чорний слон · e5 чорний король · g5 білий пішак · a4 чорна тура · d4 чорний пішак · e4 білий кінь · f4 чорний пішак · d3 чорний кінь · e3 білий кінь · e2 чорний слон · g2 білий слон · e1 біла тура · g1 білий король | 1 |
|   | a | b | c | d | e | f | g | h |   |

FEN: 1B1q1RQ1/2r1p3/2n3p1/b3k1P1/r2pNp2/3nN3/4b1B1/4R1K1
1. Sd6! ~ 2. Qd5#
1. … Scb4 2. Sdc4# (Sec4?)
1. … Sdb4 2. Sec4# (Sdc4?)
- — - — - — -
1. ... е6    2. Sf7#,   1. ... Qxd6 2. Sg4#
Після вступного ходу виникає загроза мату чорному королю. Чорні коні в тематичних захистах почергово перекривають свою туру і далі в білих є на перший погляд рівноцінні продовження гри, але один, як виявляється не веде до успіху, оскільки потрібно при оголошені мату зв'язати чорну фігуру, яку чорні щойно включили.
В книзі Марка Басистого «Словарь терминов шахматной композиции» на сторінці 319 вказано, що задача отримала 1-й приз, а в книзі J. Valladäo «222 Temas #2» на сторінці 78 вказано лише 3-й приз.